# دیوار دموکراسی
از نوامبر ۱۹۷۸ تا دسامبر ۱۹۷۹، هزاران نفر برای اعتراض در مورد مسائل سیاسی و اجتماعی چین، پوسترهایی را روی دیوار آجری خیابان شیدان در منطقه شیچنگ پکن نصب کردند. با موافقت دولت چین، انواع دیگر فعالیت‌های اعتراضی، مانند مجلات غیررسمی، طومارها و تظاهرات نیز به زودی در شهرهای بزرگ چین گسترش یافت. این جنبش را می‌توان سرآغاز جنبش دموکراسی چین دانست. این جنبش همچنین به عنوان جنبش دیوار دموکراسی شناخته می‌شود. این دوره کوتاه آزادی سیاسی به «بهار پکن» معروف شد.